# バトルガール藍 (曲)
「バトルガール藍」（バトルガールあい）は、Sweet Milkのシングル。1994年にアニメイトフィルムより発売された。

## 概要
文化放送の『アニマガ・パラディ』内ラジオドラマ「バトルガール藍」のオープニングテーマ・エンディングテーマ曲を収録している。
ジャケットイラストには、原作者・飯坂友佳子による描き下ろしの各務藍。

## 収録曲
1. Love Rescue - vo./Sweet Milk（Akko,Mirai & Daisuke）
2. バトルの後で抱きしめて - vo./Sweet Milk（Akko,Mirai & Daisuke）
3. Love Rescue（OFF VOCAL VERSION）
4. バトルの後で抱きしめて（OFF VOCAL VERSION）